# Rappin' Duke
"Rappin' Duke" é um single de Shawn Brown, lançado em 1984 no seu álbum ¿Que Pasa?.

## Paradas musicais
| Parada (1985)                        | Posição topo |
| ------------------------------------ | ------------ |
| U.S. Billboard Hot R&B/Hip-Hop Songs | 73           |